# کرسول قرمز
کرسول قرمز (به انگلیسی: Cresol Red) با فرمول شیمیایی C21H17NaO5S یک ترکیب شیمیایی با شناسه پاب‌کم 73013 است. که جرم مولی آن ۴۰۴٫۴۱ گرم بر مول می‌باشد. 